# Intercommunalité
Een intercommunalité is een Franse intercommunale, dat is een structuur van samenwerking tussen gemeenten, waarbij een aantal bevoegdheden aan dit orgaan zijn overgedragen. 
Er bestaan een aantal vormen van intercommunalité:
- syndicat de communes
- communauté urbaine
- communauté d'agglomération
- communauté de communes;
- syndicat d'agglomération nouvelle, deze worden vaak in een communauté d'agglomération omgezet

De eerste voorbeelden, dat gemeenten onderling gingen samenwerken, ontstonden in 1890. Er werden in de loop van de tijd steeds meer regels gesteld en veranderde de schaal, waarop de samenwerking van toepassing was. De wet NOTRe trad in 2015 in werking, die er onder andere op was gericht de regio's van Frankrijk zo efficiënt mogelijk te laten functioneren.

## Websites
- (fr)  Franse overheid. Intercommunalité